# Nahr El Qoleiaat
 (février 2015).
Nahr El Qoleiaat ou le fleuve Qoleiaat est un fleuve libanais issu de ruisseaux saisonniers qui se jette dans la mer Méditerranée au niveau de l'Aéroport René Moawad-Qoleiaat (en). Il s'assèche généralement en été et il n'est pas navigable.